# Lorenzo di Strigonio
Lorenzo (in ungherese Lőrinc) (XI secolo – 1116 o 1117) è stato un arcivescovo cattolico ungherese che ricoprì la carica di arcivescovo di Esztergom dal 1105 circa e fino alla sua morte. Fedele confidente di Colomanno il Bibliofilo, re d'Ungheria, avviò su larga scala delle riforme dell'organizzazione ecclesiastica e del diritto canonico nel regno d'Ungheria.

## Biografia
Lorenzo, che discendeva da un'illustre famiglia nobiliare ignota, divenne membro della cappella reale e finì per rientrare tra gli ecclesiastici di corte durante il regno di Ladislao I d'Ungheria. Secondo lo storico Nándor Knauz, fu menzionato in questa veste il 17 aprile 1093. Lo storico letterario László Mezey ha sostenuto che Lorenzo studiò a Laon, in Francia, durante la sua gioventù, identificandolo con quel «Laurentius Pannonus» iscrittosi all'università nel 1100. Se ciò fosse vero, sarebbe il primo ecclesiastico ungherese noto ad aver studiato all'estero. Un documento della corona del 1111 fa riferimento all'influenza e all'alto tasso di alfabetizzazione di Lorenzo, che «si occupava volentieri di scienze». Durante il regno di Colomanno il Bibliofilo (il quale fu inizialmente avviato a una carriera ecclesiastica), Lorenzo fu cappellano reale. Sándor Szörényi, studioso gesuita del XVII secolo, ha affermato che Lorenzo fu vescovo di Eger dal 1104 al 1105 prima della sua elezione a metropolita di Esztergom, ma non vi è alcuna documentazione contemporanea al riguardo che supporti tale ricostruzione. Ciononostante, numerosi autori, tra cui Márton Szentiványi, György Pray e Miklós Schmitth, hanno creduto verosimile questa teoria nei decenni successivi.
Dopo la morte di Serafino nel 1104, Lorenzo divenne arcivescovo di Esztergom intorno al 1105 o 1106. In quel frangente, si dimostrò un fidato confidente di Colomanno e ne sostenne la politica estera favorevole a papa Pasquale II nella lunga lotta con l'imperatore del Sacro Romano Impero nella lotta per le investiture. Ciò nonostante, Colomanno cercò di preservare l'indipendenza del paese anche contro la Chiesa, con cui l'arcivescovo era d'accordo. Di conseguenza, Lorenzo sostenne la campagna militare contro la Dalmazia, violando gli interessi del pontefice. Il prevosto Teobaldo rappresentò Lorenzo e il suo monarca al sinodo di Dalmazia del 1106. Lorenzo consacrò il monastero di Dömös intorno al 1108, eretto dal fratello ribelle di re Colomano, il duca Álmos. In occasione della consacrazione, alla quale era presente anche Colomanno, Almo fu – falsamente, secondo la Chronica Picta – accusato di un attentato ai danni del monarca. Colomanno decise di far arrestare il fratello, ma «i più reverendi vescovi e altri dignitari ben disposti», guidati da Lorenzo, intervennero in favore di Álmos e «così a una riconciliazione si giunse durante un'occasione solenne» tra Colomanno e suo fratello. Il nome di Lorenzo figura in un documento reale nel maggio 1108, quando Colomanno confermò i privilegi di Traù. Lorenzo scortò il monarca insieme a sei vescovi e diversi aristocratici influenti in Dalmazia quando Colomanno ribadì i privilegi di Spalato, Traù e Zara nel 1111. Un documento della corona dalla dubbia autenticità di quell'anno conferma l'ipotesi che l'arcivescovo Lorenzo svolgesse contemporaneamente la funzione di cappellano reale e fosse responsabile del rilascio dei diplomi reali. Fu menzionato come il primo tra il seguito di Colomanno nei due documenti istitutivi dell'abbazia di Zobor, emanati nel 1111 e nel 1113.
Stando agli Annales Posonienses, Lorenzo morì nel 1114, ma le date riportate negli annali si sono rivelate spesso errate in tantissimi casi. In effetti, Lorenzo sopravvisse a Colomanno, che morì il 3 febbraio 1116, e il suo funerale nella cattedrale di Székesfehérvár fu celebrato da Lorenzo. Nello stesso luogo, Stefano II fu incoronato re dall'arcivescovo Lorenzo entro trenta giorni dalla morte del padre. Il contemporaneo Cosma Praghese si riferisce a Lorenzo come a una persona in vita all'inizio del regno di Stefano, quando il giovane re provocò una guerra culminata nella battaglia di Olšava contro Vladislao I di Boemia, come narrato dal cronista ceco nella sua Chronica Bohemorum. Di conseguenza, Lorenzo e le sue truppe salvarono Stefano dal campo di battaglia vicino al fiume Olšava, dove l'esercito boemo inflisse una grave sconfitta all'esercito di Stefano il 13 maggio. Lorenzo morì poco dopo, forse nel 1116 o nel 1117.

### Riforme ecclesiastiche
Durante l'episcopato dell'arcivescovo Lorenzo furono attuate riforme organizzative ecclesiastiche su larga scala. È presumibile che i cosiddetti primi e secondo sinodo di Esztergom, i cui decreti furono conservati per la prima volta nel Codice Pray, fu convocato all'inizio del servizio di Lorenzo proprio in veste di arcivescovo di Esztergom. Gábor Thoroczkay ha sostenuto che il primo sinodo ebbe luogo intorno al 1106 o 1107, a cui parteciparono Lorenzo e i suoi dieci vescovi suffraganei, secondo la Chronica Hungarorum di Giovanni di Thurocz del XV secolo (nonostante in precedenza lo storico Gyula Pauler avesse respinto questa ipotesi e avesse collocato la data del primo sinodo all'epoca di Ladislao I). Secondo Monika Jánosi, il primo sinodo fu convocato al massimo entro il 1112, poco prima dell'istituzione della diocesi di Nitra, quando il numero dei vescovi ungheresi salì a dodici. Come ha notato Thoroczkay, l'indicazione di dieci vescovi coinvolti dalla Chronica Hungarorum appare esagerata e riflette le aspirazioni dell'arcidiocesi di Esztergom di diventare l'unica provincia metropolitana. Anche la prima carta di Zobor, emanata dalla cancelleria di Lorenzo presso la corte reale, definiva Paolo, arcivescovo di Kalocsa, semplicemente «vescovo». Lorenzo giocò un ruolo importante nella convocazione del sinodo, allo scopo di illustrare e delineare i suoi sforzi come arcivescovo neoeletto. Escludendo i partecipanti laici, il sinodo e il suo metodo organizzativo riflettevano lo spirito della Riforma gregoriana. Le sue settantadue tesi, ad esempio, contenevano le norme sulla giurisdizione ecclesiastica, il tenore di vita del clero e la definizione dei beni ecclesiastici. Le tesi dimostrarono inoltre che la letteratura canonica si era diffusa durante il primato di Lorenzo. Il primo sinodo di Esztergom subì l'influenza dalle risoluzioni dei concili di Piacenza (1095) e di Poitiers (1100), mentre Lorenzo e i suoi prelati utilizzarono anche i testi delle Decretali pseudo-isidoriane e della Collectio Dionysio-Hadriana. Il libro liturgico Benedictionale Strigoniense (in ungherese Esztergomi benedikcionále) fu scritto sotto Lorenzo qualche tempo dopo il 1108, secondo lo storico Dorottya Uhrin, il quale ha sostenuto poi che non vi fu un «primo concilio» a Esztergom e che i suoi sessantotto o settantadue decreti furono adottati ininterrottamente in occasione di diversi sinodi. Successivamente, i decreti furono conglobati in un unico documento.
Il secondo sinodo di Esztergom ebbe luogo molto probabilmente nel marzo 1112, quando il legato papale Kuno di Urach risiedeva in Ungheria durante il suo viaggio da Costantinopoli a Roma. I medievalisti László Koszta e Gábor Thoroczkay hanno identificato il sinodo con l'incontro di Esztergom, in occasione del quale Kuno scomunicò il sacro romano imperatore Enrico V in quanto aveva imprigionato per breve tempo papa Pasquale. Le sedici tesi del secondo sinodo seguirono in maniera inequivocabile le direttive gregoriane. I primi tre punti rafforzarono il potere reale al fine di sostenere Colomanno contro il fratello e pretendente Álmos, avvalsosi dell'ausilio del Sacro Romano Impero. Altri storici, tra cui Kornél Szovák e Dorottya Uhrin, hanno negato il collegamento tra il secondo sinodo e l'attività del legato papale Kuno in Ungheria. Uhrin ha affermato che il cosiddetto secondo sinodo ebbe luogo durante gli ultimi anni di regno di re Colomanno.
Sotto l'arcivescovo Lorenzo, la formazione dell'organizzazione ecclesiastica si estese all'Alta Ungheria. I due documenti dell'abbazia di Zobor dimostrano che Colomanno istituì la sede vescovile a Nitra tra il 1111 e il 1113, o qualche anno prima. Gli atti del suo primo vescovo Gervasio nelle controversie giudiziarie dimostrano egli fosse considerato vescovo suffraganeo di Lorenzo, in quanto fungeva da corte d'appello nei casi coinvolti nella diocesi di Nitra. Dall'episcopato di Lorenzo, pare emersero delle tensioni tra le sedi di Esztergom e Kalocsa. Quando papa Pasquale inviò il pallio a Ugolino intorno al 1105-1106 e gli domandò di prestare un giuramento di fedeltà, Lorenzo cercò di impedirlo. Questa rivalità traspare anche nella coeva Legenda Hartviciana, compilata appunto da Hartvik, vescovo di Győr (quindi subordinato a Lorenzo), quando derivò il titolo di superiore di Kalocsa da Esztergom, sottolineandone la sussidiarietà. Lorenzo si rifiutò di riconoscere l'arcidiocesi di Kalocsa come sede paritaria nella gerarchia ecclesiastica.